# 김두망
김두망(金斗望)은 조선 후기의 효자이다. 자는 치성(致星)이다. 본관은 경주이며 경주부 출신이다.

## 생애
김두망(金斗望)은 형조참판 김호(金虎)의 6세손으로 영조 5년(1726년)에 태어났다. 어려서 아버지를 여의고 홀어머니를 극진하게 모셨다. 어머니가 눈병에 걸려 앞을 볼 수 없게 되자, 항상 곁에서 모시고 식사를 도와드리며 자신이 그 아픔을 대신하게 해달라고 아침 저녁으로 하늘에 빌었다. 이렇게 하기를 7년이 지나자 문득 어머니의 눈이 밝아졌다. 그리하여 어머니는 10년 동안 밝은 눈으로 행복하게 살다가 죽었다고 한다. 정조 10년(1786년)에 죽었으며, 이 사실이 조정에 알려져 헌종 17년(1837년)에 효행으로 정려를 받고, 절충장군 행용양위호군에 증직되었다.

## 가족
- 고조(高祖)
  - 흥해군수(興海郡守) 김이관(金以寬)
- 증조(曾祖)
  - 훈련원주부(訓鍊院主簿) 김성윤(金聲胤)
- 조부(祖父)
  - 가선대부(嘉善大夫) 김사립(金士立)
- 선고(先考)
  - 증용양위부호군(贈龍驤衛副護軍) 김청일(金淸壹)

## 참고 문헌
- 경주유교문화유적(慶州儒敎文化遺跡), 경주김씨세보(慶州金氏世譜).